# سیب بزرگ (وایتومو)
سیب بزرگ یک مجسمه بزرگ از یک سیب در وایتومو، نیوزیلند است. ۷٫۵ متر (۲۵ فوت) بلند، و بین اتوروهنگا و تی کویتی در بزرگراه ایالتی ۳ واقع شده‌است.
این مکان شامل یک رستوران، کافه، و مرکز کنفرانس است. نزدیک به ۱٬۹۲۰-متر-مربع (۲۰٬۷۰۰-فوت-مربع) است باغ میوه، و دارای چهار غذاخوری با ظرفیت ۵۰۰ نفر است. تا تاریخ ۲۰۰۹, به تعداد (هزاران نفر در هفته) گردشگران را به خود جذب می‌کرد. این بخشی از چیزهای بزرگ نیوزلند است.

## پیشینه
پیتر و بتسی ون استرالن این باغ را در سال ۱۹۶۳ خریداری کردند و در سال ۱۹۹۵ رستوران سیب بزرگ را افتتاح کردند. این کسب و کار توسط پسر بزرگشان آرنولد و همسرش در سال ۲۰۰۳ خریداری شد، آنها یک فروشگاه سوغاتی راه اندازی کردند و یک ویلای دهه ۱۹۲۰ را به مکانی برای برگزاری مراسم تبدیل کردند که می‌تواند ۶۰ نفر را در خود جای دهد. در سال ۲۰۰۹ آن‌ها این کسب‌وکار را برای فروش به قیمت ۳٫۹ میلیون دلار فهرست کردند، و گفتند که می‌خواهند گردشگری را به‌عنوان گردشگر تجربه کنند تا صاحب کسب‌وکار. در سال ۲۰۰۱ آرنولد رئیس نهادی شد که گردشگری را در غارهای دیستیناشن، وایتومو ترویج می‌کند.
در سال ۲۰۱۳، مردم در صف اپل بزرگ ایستادند تا در مورد تغییرات پیشنهادی آژانس حمل و نقل نیوزلند در تقاطعی که محل مرگ دو گردشگر آمریکای شمالی در دو تصادف در سال ۲۰۱۲ بود، صدای خود را مطرح کنند
در سال ۲۰۱۵، هولدینگ توریسم سیب بزرگ را خریداری کرد تا به یک جاذبه توریستی «کلاس» تبدیل شود. هلدینگ توریسم گفت که آنها فضای خرده فروشی و فضای داخلی محل کنفرانس را که شامل یک بار جدید، صندلی جدید و کفپوش جدید است، بازسازی خواهند کرد. انتظار می‌رفت در ۳۰ سپتامبر برای این بازسازی‌ها بسته شود و دوباره در دسامبر افتتاح شود.